# Усун-Кюёль (Чурапчинский улус)
Усун-Кюёль — село в Чурапчинском улусе Республики Саха, административный центр Сыланского наслега.
Шестое по величине село улуса и один из крупнейших туристических центров улуса.
Расположено в 22 км к северо-западу от Чурапчи и в 130 км к востоку от Якутска.

## Население
| 2002 | 2010 | 2021 |
| ---- | ---- | ---- |
| 863  | ↘751 | ↗814 |

## Экономика
Усун-Кюёль — экономически наиболее развитое село улуса, доля занятых в «белой работе» составляет около 29 %, а число занятых в сфере услуг около 35 %. По этому показателю уступает только столице улуса — посёлку Чурапча. Когда-то работали местные СМИ. Сейчас действует радиокомпания Alaas FM. У многих семей есть интернет по технологиям P2P и ADSL.